# Lê Quý Đôn
Lê Quý Đôn (2. srpna 1726 – 2. června 1784), vlastním jménem Lê Danh Phương, byl vietnamský filozof a učenec.
Vypracoval se na vysokého úředníka, byl však také známým spisovatelem. Působil v Královské akademii (Viện Hàn lâm) v Hanoji. V roce 1760 byl vyslán do Číny, kde se stýkal s čínskými vzdělanci, díky nimž se seznámil s některými evropskými díly z mnoha různých oborů. Po návratu z Číny se kvůli dvorským intrikám stáhl do ústraní a věnoval se výzkumné a spisovatelské činnosti. Psal prózou i ve verších ponejvíce klasickou čínštinou, ale i jižními znaky (Chữ Nôm,𡨸喃) a také byl propagátorem latinizovaného písma. Jeho dílo je téměř všestranné: zahrnuje knihy zabývající se historií, literaturou, geografií ekonomií i filozofií. Je například autorem Sbírky básní Quế Đườnga (Quế Đường thi tập; Quế Đường byl jeden z jeho pseudonymů). Psal také historická a encyklopedická díla, k jeho nejvýznamnějším pracím patří Obecná historie státu Đại Việt (Đại Việt thông sử; 1749) o 30 svazcích či největší vietnamská encyklopedie Texty z mé knihovny (Vân Đài loại ngữ; 1773) o devíti svazcích.